# Андрієва
Андрі́єва (рос. Андреева) — присілок у складі Юргінського району Тюменської області, Росія.
Населення — 19 осіб (2010, 19 у 2002).
Національний склад станом на 2002 рік:
- росіяни — 89 %